# IC 1192
IC 1192  ist eine Spiralgalaxie vom Hubble-Typ Sb mit  aktivem Galaxienkern im Sternbild Herkules am Nordsternhimmel. Sie ist schätzungsweise 512 Millionen Lichtjahre von der Milchstraße entfernt und hat einen Durchmesser von etwa 90.000 Lj. Die Galaxie ist Mitglied des Herkules-Galaxienhaufens Abell 2151.

Im selben Himmelsareal befinden sich u. a. die Galaxien NGC 6054, IC 1185, IC 1193, IC 1194.
Das Objekt wurde am  13. August 1892 von Stéphane Javelle entdeckt.